# Oulunsalo
Oulunsalo (em sueco:Uleåsalo) é um município da província de Oulu, na Finlândia, integrando a região de Ostrobótnia do Norte. Fundado em 1882, Muhos está localizado a cerca de 35 quilómetros ao sul de Oulu.
O município tem uma população de 9.596 habitantes (estimativas de março de 2010) distribuídos por uma área geográfica de 211,24 km². A densidade populacional do município é de 115,1 hab/km². Todos os habitantes da cidade falam unanimamente o finlandês, sendo que o nome da cidade já foi gravado Uleåsalo, de origem sueca.

## Cidade irmã
- Tanno, Japão

## Nomes ilustres de Oulunsalo
- Saara Aalto